# Сабенин, Михаил Варнавич
Михаи́л Варна́вич Сабе́нин (Собе́нин) (18 сентября 1904, Шатрово, Тобольская губерния — 5 июля 1968, Москва) — советский военный деятель, сотрудник органов государственной безопасности и внутренних дел, капитан, участник Великой Отечественной войны, Герой Советского Союза.

## Биография
Михаил Собенин (Сабенин) родился  18 сентября 1904 года в крестьянской семье в селе Шатрово Шатровской волости Ялуторовского уезда Тобольской губернии, ныне село — административный центр Шатровского муниципального округа Курганской области. Отец, Варнава Фёдорович, держал справное крестьянское хозяйство и торговал бакалейными товарами, мечтал выбиться в купеческое сословие. Мать Анастасия Савельевна. Русский.
Окончил три класса церковно-приходской школы, работал в хозяйстве отца. Осенью 1920 года вступил в комсомол, чем вызвал конфликт с отцом. 9 февраля 1921 года в селе вспыхнуло Западно-Сибирское восстание (1921—1922). Восставшие жестоко расправлялись с партийно-советскими активистами, комсомольцами, и жителями, которые серьёзно поддерживали советскую власть. Чтобы избежать расправы, вместе с друзьями-комсомольцами скрывался в лесах. Через два месяца мятеж был подавлен. Вернувшись в родное село, Михаил узнал, что его отец и дядя, Павлин Фёдорович, активно участвовали в столкновениях с просоветскими борцами, помогали мятежникам. Михаил ушёл из дома и стал батрачить на зажиточных односельчан.
С 1926 по 1928 год проходил срочную службу в Рабоче-крестьянской Красной Армии. Демобилизовавшись, работал агентом по заготовке хлеба в конторе «Союзхлеб» при Кодском заготпункте (с. Кодское Кодского сельсовета Шатровского района). Был уполномоченным райкома комсомола по начавшейся коллективизации сельского хозяйства.
В марте 1929 года вступил в ВКП(б), с 1952 года партия переименована в КПСС.
В 1929 году Шатровский райком ВКП(б) направил его на работу в органы милиции. Через три дня после принятия в ВКП(б) был подписан приказ о назначении младшим милиционером адмотдела.
В 1930 году как умелый и перспективный работник, был направлен на учёбу в свердловскую Школу административно-милицейских работников НКВД. После окончания в 1932 году школы № 4 Главного управления рабоче-крестьянской милиции по подготовке среднего и старшего начсостава милиции (школа была реорганизована) назначен оперуполномоченным уголовного розыска в Чашинский районный отдел милиции Челябинской области (ныне Курганская область).
В 1934 году, во время очередной чистки рядов был исключён из членов ВКП(б) как сын кулака, участника эсеровского мятежа, но в обкоме партии прислушались к апелляции молодого коммуниста, и решение Шатровского райкома было отменено. Год спустя, после очередного клеветнического доноса был уволен из органов внутренних дел с формулировкой «как классово-чуждый элемент», однако вскоре его восстановили на работе.
22 июня 1941 года явился в Чашинский райвоенкомат и попросился добровольцем на фронт. При переаттестации со специального звания на воинское был удостоен знаков различия политрука, что соответствовало старшему лейтенанту. Учитывая его прежнюю должность и большой опыт работы с общественностью, был назначен политруком стрелковой роты. В боях с декабря 1941 года. Впервые принял участие в боевых действиях под Москвой.
С 6 марта по 8 июля 1942 года воевал на Северо-западном фронте, где получил тяжёлое ранение (в годы войны был дважды тяжело ранен); с 15 августа 1943 года на Воронежском фронте.
Во второй половине 1943 года — парторг батальона 465-го стрелкового полка. Участвовал в битве на Курской дуге, форсировании Днепра, освобождении Украины.
Парторг 1-го стрелкового батальона 520-го стрелкового полка 167-й Сумской стрелковой дивизии 51-го стрелкового корпуса. Во время боёв находился в ротах с бойцами и личной смелостью и отвагой увлекал бойцов в атаку. 28 октября 1943 года награждён медалью «За отвагу» за взятие города Ромны.
В ночь на 30 сентября 1943 года во главе десантной группы под огнём противника первым в батальоне форсировал Днепр в районе города Вышгород. Отряду Сабенина удалось захватить небольшой плацдарм, бойцы в течение суток удерживали его. Солдатам удалось отразить 10 контратак противника и обеспечить переправу батальона.
Указом Президиума Верховного Совета СССР «О присвоении звания Героя Советского Союза генералам, офицерскому, сержантскому и рядовому составу Красной Армии» от 10 января 1944 года за «образцовое выполнение боевых заданий командования на фронте борьбы с немецко-фашистскими захватчиками и проявленные при этом отвагу и геройство» удостоен звания Героя Советского Союза с вручением ордена Ленина и медали «Золотая Звезда».
В феврале 1944 года получил лёгкое ранение. В дальнейшем воевал на территории Восточной Пруссии, там и встретил Победу.
Окончил курсы политсостава при Московском военно-политическом дважды Краснознамённом училище имени В. И. Ленина.
В 1945 году ушёл в запас в звании капитана, в этом же году вернулся в Курганскую область и продолжил работу в органах внутренних дел. С 1945 года по 1949 год работал начальником Куртамышского районного отдела внутренних дел.
Был выдвинут на работу начальником Батуринского районного отдела МГБ СССР, а затем был переведён в аппарат Курганского областного управления МГБ СССР. С 1952 года — пенсионер органов безопасности.
Переехал в Москву, где работал комендантом Московского государственного университета.
Михаил Варнавич Сабенин умер 5 июля 1968 года. Похоронен на Котляковском кладбище ныне муниципальный округ Царицыно Южного административного округа города Москвы;  участок 24.

## Награды
- Герой Советского Союза, 10 января 1944 года[8][9]
  - Медаль «Золотая Звезда» № 3626
  - Орден Ленина № 34110
- Орден Красного Знамени, дважды: 15 января 1944 года[10], 1952 год
- Орден Красной Звезды, 30 апреля 1945 год[11]
- пять медалей[12], в том числе:
  - Медаль «За отвагу», 28 октября 1943 года[13]
  - Медаль «За победу над Германией в Великой Отечественной войне 1941—1945 гг.», 28 июля 1945 года[14][15][16][17]
- Отрез сукна на брюки и материал на пару белья, в честь 12-й годовщины рабоче-крестьянской милиции

## Память
- Улица Собенина (написание фамилии через «о») в восточной части села Шатрово Курганской области.
- Памятная стела с именем М. В. Собенина (написание фамилии через «о») установлена в сквере Защитников Отечества в селе Шатрово — 56°31′10″ с. ш. 64°37′51″ в. д.HGЯO[18]
- Мемориальная доска с именем М. В. Сабенина (написание фамилии через «а»), установлена в Шатровской средней школе, где он учился, открыта 1 сентября 2015 года, село Шатрово, ул. Федосеева, 55 — 56°31′08″ с. ш. 64°37′42″ в. д.HGЯO[19].
- Мемориальная доска М. В. Сабенину (написание фамилии через «а»), установлена на здании Межмуниципального отдела МВД России «Куртамышский», где возглавлял районный отдел милиции — 54°54′37″ с. ш. 64°24′48″ в. д.HGЯO
- Премия имени Героя Советского Союза Михаила Сабенина, учредило Управление МВД России по Курганской области, 2015 год.[20]

## Семья
Жена Сабенина Серафима Павловна (1912—1975).